# Мужчине живётся трудно. Фильм 36: Вложивший душу в Сибамата
«Мужчине живётся трудно. Фильм 36: Вложивший душу в Сибамата» (яп. 男はつらいよ　柴又より愛をこめて, отоко ва цурай ё сибамата ёри ай во комэтэ; англ. Tora-san's Island Encounter  (Tora-san 36) — японская комедия режиссёра Ёдзи Ямады, вышедшая на экраны в 1985 году. 36-й фильм популярного в Японии киносериала о комичных злоключениях незадачливого чудака Торадзиро Курума, или по-простому Тора-сана. Второй фильм цикла о Тора-сане, в котором популярная японская актриса Комаки Курихара исполняет роль любовного интереса героя. Она уже появлялась в этом проекте в 4-м фильме в роли Харуко, теперь же она исполняет роль совершенно другой героини — учительницы Матико. По результатам проката фильм посмотрели 1 млн. 407 тыс. японских зрителей.

## Сюжет
Сибамата (Кацусика, Токио) — один из старых районов японской столицы, где Тора-сан с семьёй содержат традиционный магазин японских сладостей. По возвращении домой из своих привычных уже скитаний по стране, Тора-сан узнаёт, что Акэми, которая недавно только вышла замуж за консультанта по брачно-семейным отношениям, оставила своего молодого супруга и исчезла в неизвестном направлении. Её безутешный отец Умэтаро (хозяин небольшой типографии, в которой работает Хироси, муж Сакуры, сестры Тора-сана) вне себя от переживаний.
Проходит месяц и в забавной сцене Умэтаро, весь бурлящий эмоциями, с телеэкрана умоляет дочь связаться с ним. И это действительно побуждает Акэми позвонить Сакуре. Сестра Тора-сана в свою очередь посылает своенравного брата забрать Акэми из гостиницы в городе Симоде, что находится на полуострове Идзу (префектура Сидзуока) и вернуть её домой. Вскоре он находит беглянку, которая работает в одном из баров Симоды. Тора-сан пытается возвратить беглянку домой, но у девушки нет интереса к её скучному супругу-трудоголику. Тора-сан потворствует желанию Акэми посетить живописный, вулканический остров недалеко от берега, Сикинедзима. Во время поездки на пароме они встречают 11 молодых людей, отправившихся на остров для того, чтобы навестить их бывшую учительницу Матико Симадзаки (здесь режиссёр делает отсылку на фильм «Двенадцать пар глаз», 1954, реж. Кэйсукэ Киносита). Тора-сан влюбляется в эту красивую преподавательницу, однако Матико занята своими учениками и не обращает на него внимания. Акэми тем временем флиртует с Сигэру, сыном хозяина гостиницы, в которой они остановились.
Когда впоследствии учительница Матико приезжает в Сибамату для того, чтобы посетить своего больного отца, у Тора-сана вновь появляется лучик надежды на взаимность, но его мечты разбиваются вновь.

## В ролях
- Киёси Ацуми — Торадзиро Курума (или Тора-сан)
- Тиэко Байсё — Сакура, сестра Торадзиро
- Комаки Курихара — Матико Симадзаки, учительница
- Такудзо Каватани — Фумито Сакаи
- Дзюн Михо — Акэми, дочь Умэтаро
- Гин Маэда — Хироси, муж Сакуры
- Хисао Дадзай — Умэтаро, босс Хироси
- Масами Симодзё — Рюдзо Курума, дядя Тора-сана
- Тиэко Мисаки — Цунэ Курума, тётя Тора-сана
- Хидэтака Ёсиока — Мицуо Сува, сын Сакуры и Хироси, племянник Тора-сана
- Тисю Рю — Годзэн-сама, священник

## Премьеры
- — национальная премьера фильма состоялась 28 декабря 1985 года в Токио[1].

## Награды и номинации
Премия Японской киноакадемии
- 9-я церемония вручения премии (1987)[3]

Номинации:
- лучший режиссёр — Ёдзи Ямада (ex aequo: «Последний дубль»)
- лучший актёр — Киёси Ацуми (ex aequo: «Последний дубль»)
- лучшая актриса второго плана — Дзюн Михо (ex aequo: «Последний дубль»)
- лучший художник-постановщик — Мицуо Дэгава (ex aequo: «Последний дубль»)
- лучшая композитор — Наодзуми Ямамото (ex aequo: «Последний дубль»)
- лучший звукооператор — Исао Судзуки и Такаси Мацумото (ex aequo: «Последний дубль»)